# کولمن فرانسیس
کولمن فرانسیس (انگلیسی: Coleman Francis؛ ۲۴ ژانویهٔ ۱۹۱۹ – ۱۵ ژانویهٔ ۱۹۷۳) یک کارگردان اهل ایالات متحده آمریکا بود. وی بین سال‌های ۱۹۴۸ تا ۱۹۷۳ میلادی فعالیت می‌کرد.